# Ochthornis littoralis
Ochthornis littoralis е вид птица от семейство Tyrannidae, единствен представител на род Ochthornis.

## Разпространение
Видът е разпространен в Боливия, Бразилия, Венецуела, Гвиана, Еквадор, Колумбия, Перу и Френска Гвиана.